# Адріан Перейра
Адріан Нільсен Перейра (норв. Adrian Nilsen Pereira, нар. 31 серпня 1999, Ставангер, Норвегія) — норвезький футболіст, фланговий захисник клубу «Русенборг» та молодіжної збірної Норвегії.

## Ігрова кар'єра
Адріан Перейра починав грати у футбол у своєму рідному місті Ставангер. А у 2013 році приєднався до футбольної школи клубу «Вікінг», де тривалий час грав батько Адріана — Томас Перейра. 26 листопада 2017 року Адріан дебютував у першій команді «Вікінга». За рік Адріан підписав з клубом свій перший професійний контракт. Поступово, починаючи з наступних сезонів Перейра забронював за собою постійне місце в основі.
Виділяючись своєю швидкістю і технікою, Перейра потрапив до списків футболістів, яких хотіли б бачити у своїх лавах багато клубів Європи. І у 2020 році він підписав контракт з грецьким клубом ПАОК.

## Особисте життя
Батько Адріана — Томас Остін Перейра також професійний футболіст, який провів у складі «Вікінга» понад двісті матчів. Наразі Томас Перейра є тренером другої команди «Вікінга».

## Досягнення
- Переможець Кубка Норвегії (1):

«Вікінг»:  2019
- Володар Кубка Греції (1):

ПАОК: 2020-21